# خارچنگیان
خارچنگیان (نام علمی: Astacidea) نام یک فروراسته از زیرراسته شنابران است.